# Lasoń
Lasoń – wieś w Polsce położona w województwie lubelskim, w powiecie ryckim, w gminie Ryki.
W latach 1975–1998 miejscowość należała administracyjnie do ówczesnego województwa lubelskiego.
Wieś jest sołectwem w gminie Ryki. Według Narodowego Spisu Powszechnego z roku 2011 wieś liczyła 67 mieszkańców.
Wierni Kościoła rzymskokatolickiego należą do parafii Nawiedzenia Najświętszej Maryi Panny w Bobrownikach.

## Etymologia
Według noty o miejscowości w „Nazwy miejscowe Polski – historia, pochodzenie, zmiany.” pod red. K. Rymuta – nazwa wsi pochodzi od nazwy osobowej Lasoń.

## Historia
Wieś znana w początkach XIX wieku, wymieniona w spisie z roku 1827 jako wieś prywatna w parafii Bobrowniki posiadała 6 domów i 46 mieszkańców. Wymienia wieś także słownik z roku 1884.